# بيتاميثازون
بيتاميثازون هو دواء الستيرويد. وهو يستخدم لعدد من الأمراض بما في ذلك اضطرابات الروماتيزم مثل التهاب المفاصل الروماتويدي، والأمراض الجلدية مثل التهاب الجلد والصدفية، وأمراض الحساسية مثل الربو وذمة وعائية، والعمل قبل الأوان لتسريع تطور رئتي الطفل، ومرض كرون، سرطان مثل سرطان الدم، وجنبا إلى جنب مع فلودروكورتيزون لقصور الكظر، من بين أمور أخرى. ويمكن أن تؤخذ عن طريق الفم، وحقنها في العضلات، أو تطبيقها ككريم. عندما تعطى عن طريق الحقن، والآثار المضادة للالتهابات تبدأ في حوالي ساعتين وتستمر لمدة سبعة أيام.

## الآثار الجانبية
وتشمل الآثار الجانبية الخطيرة زيادة خطر الإصابة بالعدوى، وضعف العضلات، الحساسية الشديدة، والذُهان. الاستخدام على المدى الطويل قد يسبب قصور الغدة الكظرية، وقف الدواء بعد فجأة بعد الاستخدام على المدى الطويل قد يكون خطرا. ويؤدي الكريم منه عادة إلى زيادة نمو الشعر وتهيج الجلد.

## تاريخ
بيتاميثازون ينتمي إلى فئة جلايكورتيكويد من الدواء، تمت الموافقة على بيتاميثازون للاستخدام الطبي في الولايات المتحدة في عام 1961  ، وهو من ضمن قائمة منظمة الصحة العالمية للأدوية الأساسية، والأدوية الأكثر فعالية وآمنة اللازمة في النظام الصحي. وهو متاح كدواء عام. في الولايات المتحدة حبوب منع الحمل والحقن مكلفة في حين أن الكريم ليس كذلك.

## الاستعمال الطبي
بيتاميثازون هو كورتيكوستيرويد الذي يتوفر كحبوب منع الحمل، عن طريق الحقن، وككريم.
يتم استخدامه كقشرة موضعية لتخفيف تهيج الجلد، مثل الحكة والتسلق من الأكزيما، يتم استخدامه كعلاج للصدفية المحلية، كما بيتاميثازون ديبروبيونات وحمض الصفصاف، أو كاليسيبوتريول الجمع / بيتاميثازون ديبروبيونات. يستخدم بيتاميثازون فوسفات الصوديوم عن طريق الفم وعن طريق الحقن مع نفس المؤشرات كما المنشطات الأخرى. العديد من الأدوية القائمة على بيتاميثازون تشمل الستيرويد كما استر فاليرات.
يستخدم بيتاميثازون أيضا لتحفيز ة تسريع اكتمال نمو الرئة عند الجنين في حال استدعى ولادته قبل اكتمال مدة حمله وتقليل الإصابة والوفيات من نزيف داخل الجمجمة في الأطفال الخدج.

## الأثار الجانبية
النشوة (اضطراب حاد في المزاج) ، الاكتئاب  ، قمع الغدة الكظرية  ، ارتفاع ضغط الدم  ، تجمعات الأوعية الدموية الدقيقة تصبح بارزة تحت الجلد  ، نمو الشعر المفرط (فرط الشعر)  ، كدمات.
```
الاستخدام المطول لهذا الدواء على مساحات واسعة من الجلد، يؤدي إلى تأثير على الجلد، أيضا من الأثار الجانبية يؤدي لى نقص افرازات 
الغدة الكظرية
، أيضا قد يترافق معه مضاعفات على الأطفال في الخدج في حال إعطائه لهم حيث قد يؤدي إلى نقص السكر في الدم وزيادة عدد 
الكريات البيضاء
 في الأطفال حديثي الولادة المعرضين في الرحم عند الحقن في الفضاء فوق الجافية أو العمود الفقري، قد يسبب آثارا جانبية خطيرة مثل فقدان الرؤية والسكتة الدماغية والشلل.
[
8
]
```

## أشكال
بيتاميثازون متاح في عدد من الأشكال المركبة: بيتاميثازون ديبروبيونات (وصفت بأنها ديبروزون، ديبرولين، سيليستامين، بروكورت (في باكستان)، وغيرها)، فوسفات الصوديوم بيتاميثازون (وصفت بنتيلان في إيطاليا) وبيتاميثازون فاليرات (وصفت باسم أودافات، بيتنوفات، سيليستون، فوسيبيت، وغيرها). في الولايات المتحدة وكندا، يتم خلط بيتاميثازون مع كلوتريمازول وبيعها لوتريسون ولوتريدرم. كما أنها متوفرة في تركيبة مع حمض الصفصاف لاستخدامها في ظروف الجلد الصدفي. في المكسيك يتم بيعها أيضا مختلطة مع كلوتريمازول والجنتاميسين لإضافة عامل مضاد للجراثيم إلى المزيج.